# Rubin Okotie
Rubin Rafael Okotie, född 6 juni 1987, är en österrikisk fotbollsspelare (anfallare).
Okotie debuterade för Österrikes landslag den 19 november 2008 i en 4–2-förlust mot Turkiet. Han var med i Österrikes trupp vid fotbolls-EM 2016.